# Acronicta rumicis
Acronicta rumicis là một loài bướm đêm trong họ Noctuidae.

## Hình ảnh

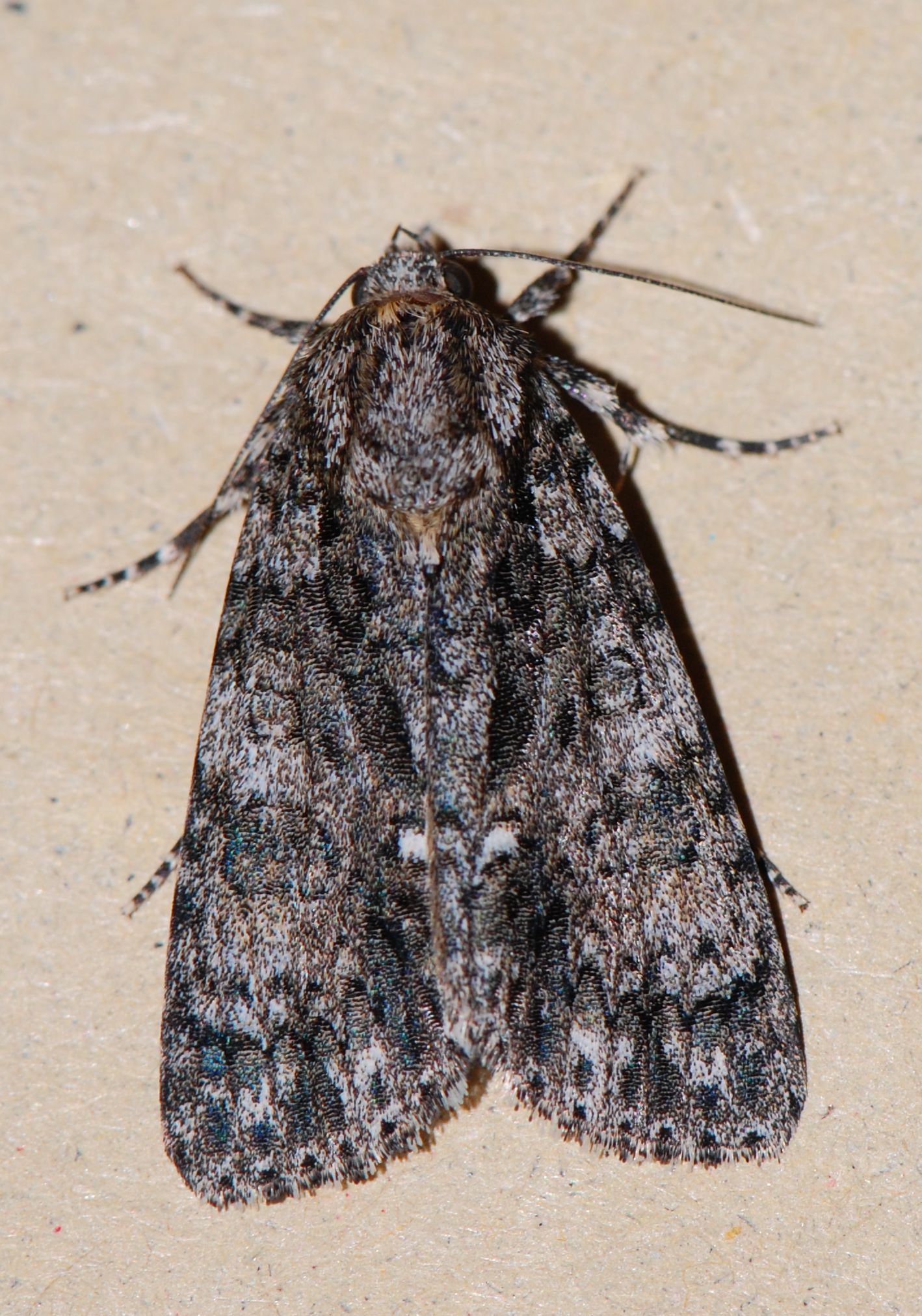
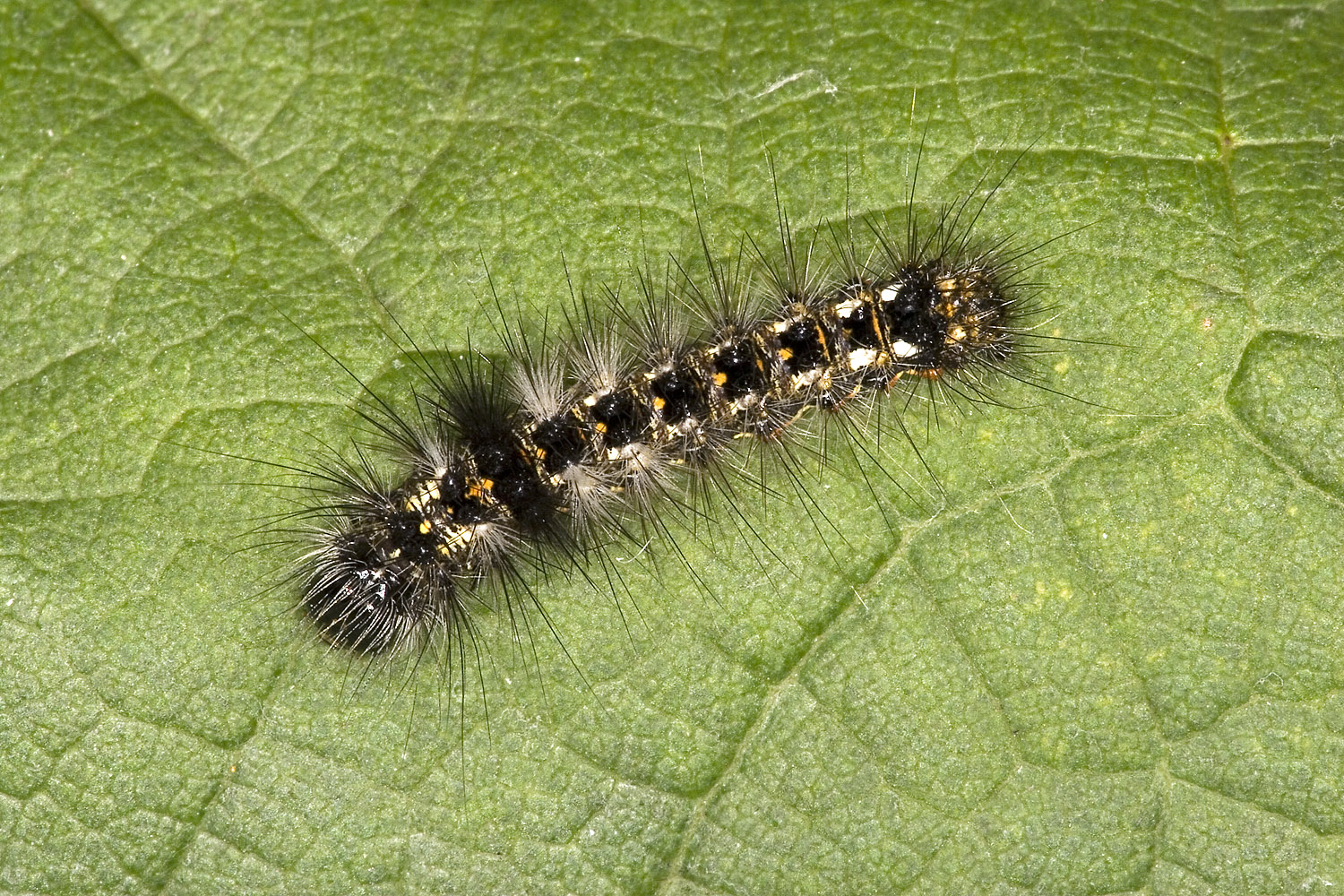
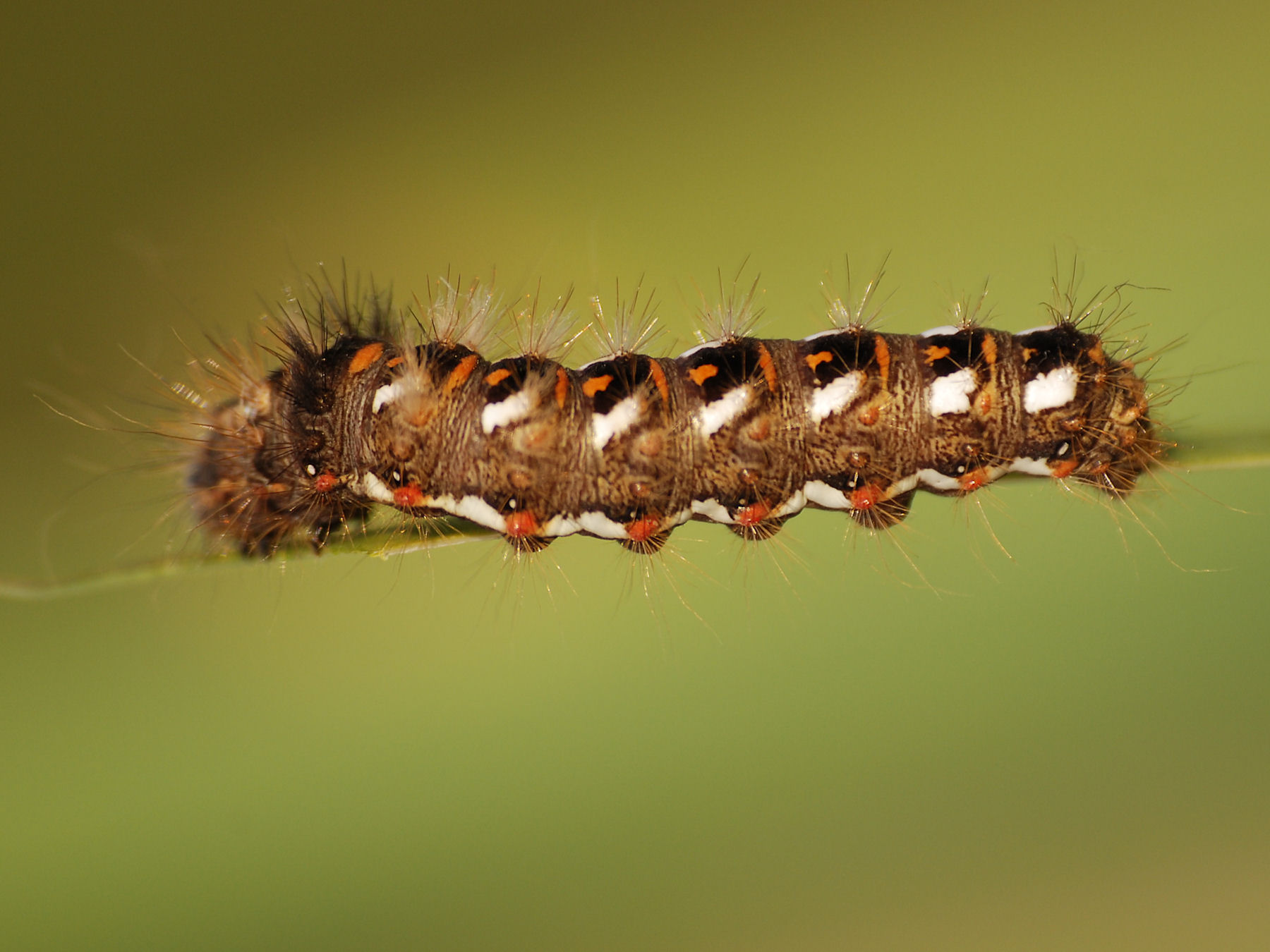
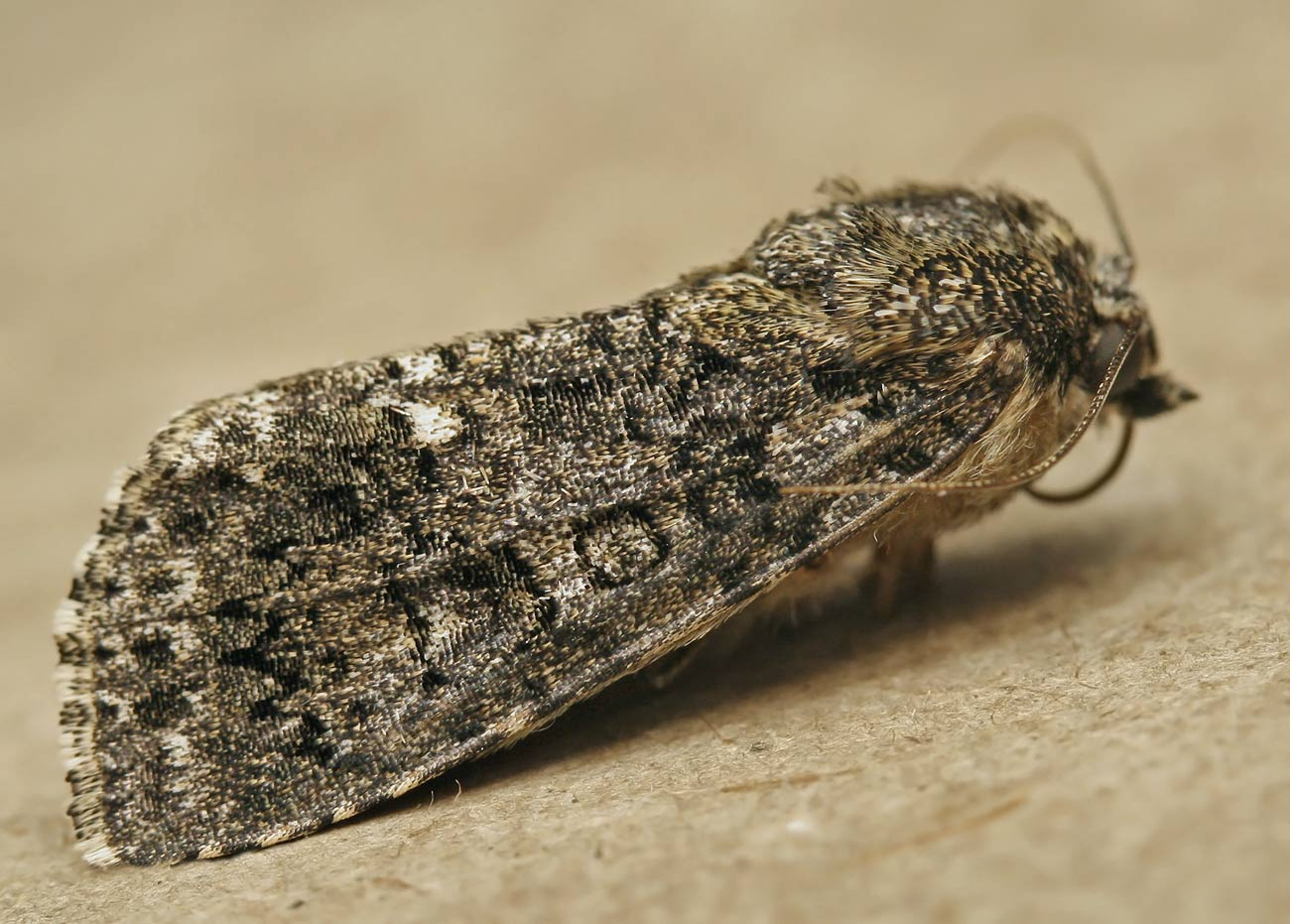